# Made in Lagos
Made in Lagos (с англ. — «Сделано в Лагосе») — четвёртый студийный альбом нигерийского певца Wizkid, изданный 30 октября 2020 года лейблами Starboy Entertainment и RCA Records. В альбоме приняли участие Burna Boy, Скепта, H.E.R., Элла Май, Tay Iwar, Projexx, Tems, Дэмиан Марли, Terri, а исполнительным продюсером выступил P2J. Делюкс-издание было выпущено 27 августа 2021 года. В него вошли дополнительные выступления Buju и Джастина Бибера. В поддержку альбома Wizkid отправился в тур Made in Lagos Tour (2021—2022). Альбом получил номинацию на 64-й ежегодной премии «Грэмми» в категории «Лучший альбом Global Music».

## История
В конце 2019 года Визкид выпустил синглы «Joro» и «Ghetto Love», первоначально представленные как промо-синглы Made in Lagos.
6 декабря 2019 года лейбл Визкида Starboy Entertainment выпустил мини-альбом Soundman Vol. 1, посвящённый в основном Wizkid и содержащий композиции от Chronixx и ряда других артистов. Его назвали маркетинговой стратегией для тестирования афро-европейского рынка для Made in Lagos.

## Композиция
Морган Энос из Национальной академии искусства и науки звукозаписи описал музыкальную композицию Made In Lagos как «смесь афробитса и R&B». Stereogum описал эстетику альбома как «R&B-ориентированную, напоминающую танцевальный холл», в которой нашли отражение «случайные мелодии WizKid с автонастройкой, а также ряд гостей, аналогично процветающих в этой среде», определив его биты как «тщательно сложные». Автор Pitchfork Джои Акан отметил, что альбом демонстрирует «среднетемповое производство».

## Релиз и продвижение
Made in Lagos первоначально должен был выйти 15 октября Позже презентация альбома была перенесена на 30 октября из-за нигерийских End SARS протестов по всей стране.
Wizkid продвигал альбом Made in Lagos своим туром «Made in Lagos», который стартовал 10 сентября 2021 года, выступив в Нью-Йорке, Бостоне, Торонто и Лос-Анджелесе.

## Отзывы
| Оценки критиков | Оценки критиков |
| Источник        | Оценка          |
| --------------- | --------------- |
| Clash           | 7/10            |
| The Guardian    | [ 11 ]          |
| The Native      | 8.4/10          |
| Naijaloaded     | 8/10            |
| NME             | [ 14 ]          |
| Pitchfork       | 7.7/10          |
| Mp3Paw.ng       | [ 15 ]          |
| Tubidy          | 8/10            |
| Pulse Nigeria   | 7.2/10          |

Made in Lagos получил широкую известность благодаря своим цельным темам, текстам и пышному производству, опираясь на критику предыдущих работ WizKid , Sounds from the Other Side и Soundman Vol. 1.
В альбоме Made in Lagos WizKid соединяет культуру и глобализацию, в нём звучат темы любви, сосредоточенности, доброй воли, благодарности и благодати. Он использует богатые, местные африканские перкуссии в качестве основы производства на Made in Lagos и исследует ряд жанров. Джоуи Акан из Pitchfork заявил, что «Wizkid балансирует между формулой объединения дома и за границей с большими поп-песнями, которые могут конкурировать между культурами, и основной темой, которая охватывает его корни». Кейт Хатчинсон из The Guardian дала альбому четырёхзвёздочную рецензию, отметив, что он звучит более тонко и сексуально, и назвав его самой сложной пластинкой WizKid. Made in Lagos часто фигурирует в списках лучших африканских альбомов за всю историю; по общему мнению, он стоял в авангарде революционного движения по глобализации африканской музыки.

### Итоговые годовые списки критиков
Made in Lagos попал в рейтинги лучших альбомов 2024 года, составленные несколькими изданиями, включая десятку лучших.
| Публикация/критик | Список                                        | Ранг | Ссылка |
| ----------------- | --------------------------------------------- | ---- | ------ |
| The Guardian      | The Best Albums of 2020                       | 43   | [ 20 ] |
| Vice              | The 100 Best Albums of 2020                   | 74   | [ 21 ] |
| NME               | The 50 Best Albums of 2020                    | 34   | [ 22 ] |
| The Native        | The 20 Best Albums of 2020                    | 1    | [ 23 ] |
| Bounce Radio Live | The 50 Best African Albums of 2020            | 3    | [ 24 ] |
| Pan African Music | Best Albums of 2020                           | N/A  | [ 25 ] |
| The Blues Project | The 15 Best R&B, Soul and Jazz Albums of 2020 | N/A  | [ 26 ] |
| Clash             | The Best Albums of 2020                       | 36   | [ 27 ] |
| The Fader         | The 50 Best Albums of the Year 2020           | 33   | [ 28 ] |
| GQ (UK)           | The 24 Best Albums of 2020                    | 17   | [ 29 ] |
| The Atlantic      | The 16 Best Albums of 2020                    | N/A  | [ 30 ] |
| Highsnobiety      | Highsnobiety’s 20 Best Albums of 2020         | 5    | [ 31 ] |
| Financial Times   | The Best 10 Albums of 2020                    | N/A  | [ 32 ] |
| British Vogue     | The Best 12 Albums of 2020                    | 1    | [ 33 ] |
| Earmilk           | The Best Albums of 2020 (Hip Hop + R&B)       | N/A  | [ 34 ] |
| Reader's Digest   | The Best Albums of 2020                       | N/A  | [ 35 ] |
| Pure Charts       | Top 20 International albums of 2020           | N/A  | [ 36 ] |
| MTV News          | 14 Albums you might’ve missed in 2020         | N/A  | [ 37 ] |

## Коммерческие показатели
Через девять дней после выхода альбом превысил отметку в 100 миллионов потоков на пяти платформах — редкий показатель для афро-поп исполнителей.
Альбом дебютировал под номером 15 в чарте альбомов Великобритании с более чем 4 100 эквивалентными альбому единицами и под номером 80 в американском Billboard 200 с более чем 10 000 эквивалентными альбому единицами. После выпуска делюкс-издания альбом был продан ещё 17 000 единиц в Соединённых Штатах, достигнув своей вершины на 28 месте в Billboard 200. Он провёл более 130 недель в чарте Billboard World Albums, став самым продолжительным африканским проектом в чарте, и самым продаваемым африканским альбомом всех времён в США.

## Список композиций
| №                   | Название                                     | Автор(ы)                                                                       | Продюсеры                              | Длительность |
| ------------------- | -------------------------------------------- | ------------------------------------------------------------------------------ | -------------------------------------- | ------------ |
| 1.                  | «Reckless»                                   | Ayodeji Balogun Richard Isong Emmanuel Isong Ariowa Irosogie Malik Venner      | P2J                                    | 3:53         |
| 2.                  | «Ginger» (при участии Burna Boy)             | Balogun Damini Ogulu Kelvin Udoma R. Isong                                     | Kel-P P2J                              | 3:16         |
| 3.                  | «Longtime» (при участии Skepta)              | Balogun Joseph Adenuga Osabuohien Osaretin R. Isong                            | Sarz P2J                               | 4:00         |
| 4.                  | «Mighty Wine»                                | Balogun R. Isong                                                               | P2J                                    | 3:38         |
| 5.                  | «Blessed» (при участии Damian Marley)        | Balogun Marley R. Isong                                                        | P2J                                    | 4:23         |
| 6.                  | «Smile» (при участии H.E.R)                  | Balogun Gabriella Wilson R. Isong E. Isong                                     | P2J                                    | 4:12         |
| 7.                  | «Piece of Me» (при участии Ella Mai)         | Balogun Ella Howell Nija Charles Kevin Okofo Irosogie R. Isong                 | P2J                                    | 3:17         |
| 8.                  | «No Stress»                                  | Balogun R. Isong                                                               | P2J                                    | 3:49         |
| 9.                  | «True Love» (при участии Tay Iwar и Projexx) | Balogun Austin Iwar Johni James Julian Nicco-Annan Ronald Osisanya Kwado Asare | Juls                                   | 4:07         |
| 10.                 | «Sweet One»                                  | Balogun R. Isong E. Isong Marco Bernardis Venner                               | P2J Sammy Soso                         | 4:11         |
| 11.                 | «Essence» (при участии Tems)                 | Balogun Temilade Openiyi Uzezi Oniko Okiemute Oniko R. Isong                   | Legendury Beatz P2J                    | 4:08         |
| 12.                 | «Roma» (при участии Terri)                   | Balogun Terry Akewe Okhuofu Isaiah                                             | Blaqjerzee                             | 3:00         |
| 13.                 | «Gyrate»                                     | Balogun Ekofo Mino Drerup Michael Hunter Tomi Mannonen                         | Ekofo Saint Mino London Kill September | 3:14         |
| 14.                 | «Grace»                                      | Balogun R. Isong Ekofo                                                         | P2J Ekofo                              | 3:23         |
| Общая длительность: | Общая длительность:                          | Общая длительность:                                                            | Общая длительность:                    | 52:05        |

| №                   | Название                                     | Автор(ы)                                             | Продюсеры                    | Длительность |
| ------------------- | -------------------------------------------- | ---------------------------------------------------- | ---------------------------- | ------------ |
| 15.                 | «Anoti»                                      | Balogun Peace Oredope P.Priime Akinbiyi Abiola Ahmed | P.Priime                     | 3:01         |
| 16.                 | «Mood» (при участии Buju)                    | Balogun Daniel Benson R. Isong                       | P2J                          | 3:30         |
| 17.                 | «Steady»                                     | Balogun R. Isong Tay Iwar                            | P2J Akeel Henry Dré Pinckney | 3:23         |
| 18.                 | «Essence» (при участии Justin Bieber и Tems) | Balogun Bieber Openiyi U. Oniko O. Oniko R. Isong    | Legendury Beatz              | 4:23         |
| Общая длительность: | Общая длительность:                          | Общая длительность:                                  | Общая длительность:          | 66:22        |

## Чарты
| Чарт (2020—2023)                 | Высшая позиция |
| -------------------------------- | -------------- |
| Бельгия/Фландрия (Ultratop)      | 69             |
| Бельгия/Валлония (Ultratop)      | 86             |
| Канада (Canadian Albums Chart)   | 45             |
| Нидерланды (Album Top 100)       | 33             |
| Франция (SNEP)                   | 60             |
| Ирландия (Irish Albums Chart)    | 42             |
| Швейцария (Schweizer Hitparade)  | 73             |
| Великобритания (UK Albums Chart) | 15             |
| США (Billboard 200)              | 28             |
| США (Billboard World Albums)     | 1              |

## Сертификации
| Регион                                                                      | Сертификация | Продажи |
| --------------------------------------------------------------------------- | ------------ | ------- |
| Великобритания (BPI)                                                        | Золотой      | 100 000 |
| США (RIAA)                                                                  | Золотой      | 500 000 |
| Нидерланды (NVPI)                                                           | Золотой      | 20 000  |
| Швейцария (IFPI Switzerland)                                                | Золотой      | 10 000  |
| Бельгия (BEA)                                                               | Золотой      | 10 000  |
| Канада (Music Canada)                                                       | Золотой      | 40 000  |
| Данные о продажах + прослушиваниях приведены только на основе сертификации. |              |         |